# Никольское (село, Гатчинский район)
Нико́льское — село в Гатчинском муниципальном округе Ленинградской области. Известно с XVIII века как мыза Сиворицы.

## История
Впервые упоминается в Писцовой книге Водской пятины 1500 года как сельцо Живоричи, на реце на Суиде в Никольском Суйдовском погосте Копорского уезда.
На карте Ингерманландии А. И. Бергенгейма, составленной по материалам 1676 года, упомянута мыза Sivorits (Koppua).
На шведской «Генеральной карте провинции Ингерманландии» 1704 года упоминается как Korpoa.
Как Корпоа она обозначена на «Географическом чертеже Ижорской земли» Адриана Шонбека 1705 года.
Во времена Северной войны Пётр I подарил мызу Сиворицкую Фёдору Апраксину.
На карте Санкт-Петербургской губернии Я. Ф. Шмидта 1770 года упоминаются мыза и село Сиворицы.
В 1783 году мыза Сиворицы была куплена Петром Григорьевичем Демидовым. При нём здесь была построена усадьба (архитектор И. Е. Старов) и создан пейзажный парк на берегу реки Сиворки (ручей Сиворицкий). В нескольких метрах от усадебного дворца находятся солнечные часы из греческого мрамора (сохранились до сих пор). Через эти часы проходит 30-й меридиан восточной долготы.
Одновременно с усадьбой им была построена новая, каменная церковь святого Николая Угодника (1784 год), а первая, деревянная церковь во имя святого Николая (1719 год), выстроенная Апраксиными, была обращена в часовню. По имени этого святого посёлок получил своё современное название Никольское.
30 июня 1804 года в деревне Сиворицы приземлился на воздушном шаре академик Российской академии наук Я. Д. Захаров. Это был первый полёт на воздушном шаре в научных целях, аэростат поднялся на высоту более 2000 метров и пролетел от Санкт-Петербурга около 50 километров. Посадка аэростата произошла прямо на 30-м мередиане восточной долготы.
Село Никольское или Сиворицы из 110 дворов упоминается на «Топографической карте окрестностей Санкт-Петербурга» Ф. Ф. Шуберта 1831 года.

НИКОЛЬСКОЕ — село принадлежит помещику Алексею Петровичу Демидову, отставному полковнику, число жителей по ревизии: 373 м. п., 414 ж. п.

При оном:

а) Церковь каменная во имя Св. Николая Чудотворца.

б) Мукомольная мельница деревянная. (1838 год)

Согласно карте Ф. Ф. Шуберта в 1844 году село Никольское Сиворицы насчитывало 110 крестьянских дворов.

НИКОЛЬСКОЕ — село господ Демидовых, по почтовому тракту, число дворов — 110, число душ — 301 м. п. (1856 год)

Согласно «Топографической карте частей Санкт-Петербургской и Выборгской губерний» в 1860 году село Сиворицы (Никольское) состояло из 141 двора.

СИВОРИЦЫ — мыза владельческая при речке Сиворке, число дворов — 1, число жителей: 70 м. п., 58 ж. п.

НИКОЛЬСКОЕ (СИВОРИЦЫ) — село владельческое при речке Сиворке, число дворов — 120, число жителей: 188 м. п., 324 ж. п.; Церковь православная. Волостное правление. Почтовая станция.

СИВОРИЦКИЙ (РЕДКОКУЗЬМИНСКИЙ, ЧИЧЕРИНСКИЙ) — питейный дом при колодце, число дворов — 1, число жителей: 1 м. п., 4 ж. п. (1862 год)

Согласно карте 1879 года в селе находилась почтовая станция, часовня, мыза Сиворицкая, полумызок и барский скотный двор.

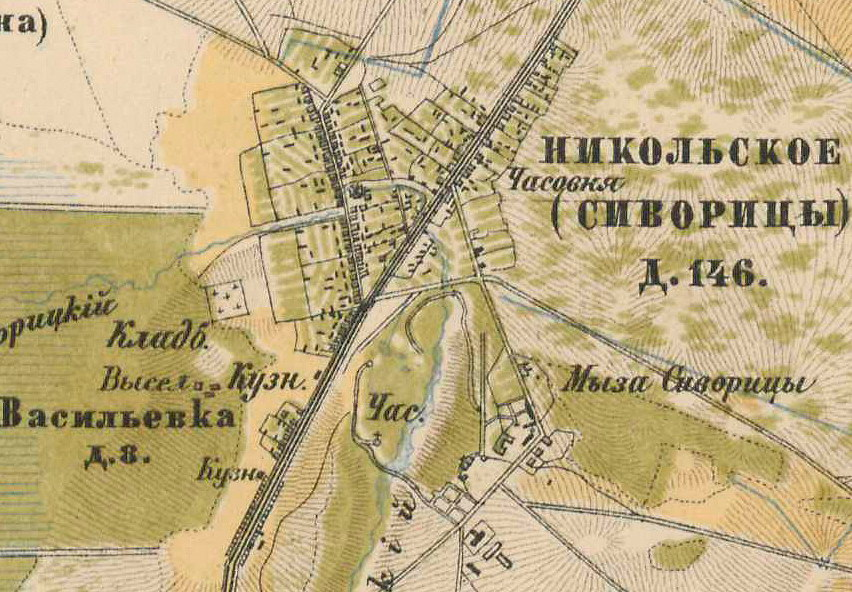
План села Никольское и мызы Сиворицы. 1885 год

В 1885 году, согласно карте окрестностей Петербурга, село Никольское насчитывало 146 дворов. Сборник же Центрального статистического комитета описывал его так:

НИКОЛЬСКОЕ (СИВОРИЦЫ) — село бывшее владельческое, дворов — 126, жителей — 590; церковь православная, школа, 4 лавки, постоялый двор. (1885 год).

В конце XIX века село перешло во владение Петербургского земства. В 1905—1909 годах в усадьбе был построен больничный городок по проекту инженера И. Ю. Мошинского. Больница строилась под наблюдением выдающегося русского психиатра П. П. Кащенко и носит его имя.
Согласно данным первой переписи населения Российской империи:

НИКОЛЬСКОЕ — село, православных — 596, мужчин — 283, женщин — 343, обоего пола — 626. (1897 год)

Согласно материалам по статистике народного хозяйства Царскосельского уезда 1888 года мыза Сиворицы площадью 2294 десятины принадлежала наследникам потомственного почётного гражданина К. И. Шпигеля, она была приобретена в 1873 году за 65 500 рублей, в мызе была паровая мельница. Кроме того, одно имение при селении Сиворицы площадью 690 десятин принадлежало вдове майора Ю. Ф. Тваневой, имение было приобретено в 1883 году за 9000 рублей; второе имение, площадью 18 десятин, принадлежало статскому советнику К. К. Виддеру, имение было приобретено до 1868 года.
В конце XIX — начале XX века село административно относилось к Гатчинской волости 2-го стана Царскосельского уезда Санкт-Петербургской губернии.
По данным «Памятной книжки Санкт-Петербургской губернии» за 1905 год мыза Сиворицы площадью 901 десятина принадлежала поручику запаса гвардии кавалерии Карлу Павловичу фон Лилиенфельд-Тоалю.
С 1917 по 1922 год село Никольское входило в состав Никольского сельсовета Гатчинской волости Детскосельского уезда.
С 1922 по 1923 год в Коленском сельсовете, затем вновь в Никольском сельсовете
Согласно данным переписи населения СССР 1926 года в селе Никольское Никольского сельсовета Троцкой волости Троцкого уезда проживали 666 человек — русские, эстонцы, финны и латыши. В 1928 году население села Никольское также составляло 666 человек.
По данным 1933 года село Никольское являлось административным центром Никольского сельсовета Красногвардейского района, в который входили 14 населённых пунктов: деревни Новое Колено, Кривое Колено, Старое Колено, Корписалово, Меньково, Михайловка, Большое Ротково, Малое Ротково, Новое Ротково, Ручьи, Тихковицы, Хинколово и само село Никольское, общей численностью населения 2826 человек.
По данным 1936 года в состав Никольского сельсовета входили 11 населённых пунктов, 603 хозяйства и 10 колхозов.
Село было освобождено от немецко-фашистских оккупантов 28 января 1944 года.
В 1958 году население села Никольское составляло 1021 человек.
По данным 1966 и 1973 годов село также входило в состав Никольского сельсовета и являлось его административным центром.
По данным 1990 года село Никольское входило в состав Большеколпанского сельсовета.
В 1997 году в селе проживали 3344 человека, в 2002 году — 2585 человек (русские — 92%), в 2007 году — 2916.

## География
Село расположено в северо-западной части района на автодороге Р23 «Псков» (E 95, Санкт-Петербург — граница с Белоруссией) в месте примыкания к ней автодороги 41К-103 (Никольское — Шпаньково).
Расстояние до административного центра поселения, деревни Большие Колпаны — 7 км. Расстояние до районного центра — 11 км.
Расстояние до ближайшей железнодорожной станции Гатчина-Балтийская — 13 км.

## Демография
| 1838  | 1862  | 1885  | 1897  | 1928  | 1958  | 1997  | 2002  |
| ----- | ----- | ----- | ----- | ----- | ----- | ----- | ----- |
| 787   | ↘645  | ↘590  | ↗626  | ↗666  | ↗1021 | ↗3344 | ↘2585 |
| 2007  | 2010  | 2011  | 2012  | 2017  |       |       |       |
| ↗2916 | ↘2913 | ↘2879 | ↗2882 | ↘1592 |       |       |       |

### Национальный состав
Согласно данным Всероссийской переписи населения 2021 года в селе проживали 1780 человек, из них:
 русские — 1566, украинцы — 22, финны — 9, узбеки — 6, белорусы — 5, татары — 4, таджики — 3, армяне — 2, вепсы — 2, крымские татары — 2, башкиры — 1, гагаузы — 1, евреи — 1, казахи — 1, киргизы — 1, латыши — 1, литовцы — 1, молдаване — 1, удмурты — 1, другие национальности — 32 человека, остальные национальность не указали.

## Инфраструктура
Помимо психиатрической больницы им. Кащенко, посёлок известен благодаря расположенному вблизи него спортивному аэродрому «Сиворицы».

## Предприятия и организации
- Санкт-Петербургская психиатрическая больница №1 имени Кащенко
- Гатчинский авиационно-спортивный клуб РОСТО (аэродром «Сиворицы»)
- ЗАО Флотенк
- Отделение  почтовой  связи
- 3 садоводства (503 участка) общей площадью 46 га[39].
- АТСК авиационно-технический спортивный клуб «Орбита»

## Образование
В селе есть основная общеобразовательная школа:
- МБОУ Никольская общая основная школа (ООШ)[40]

## Транспорт
От Гатчины до Никольского можно доехать на автобусах №№ 513, 516, 531, 539.

## Достопримечательности
- Усадьба «Сиворицы» (в настоящее время в ней располагается Городская психиатрическая больница № 1 им. П. П. Кащенко)
- Церковь во имя святого Николая Чудотворца (действующая)

## Фото

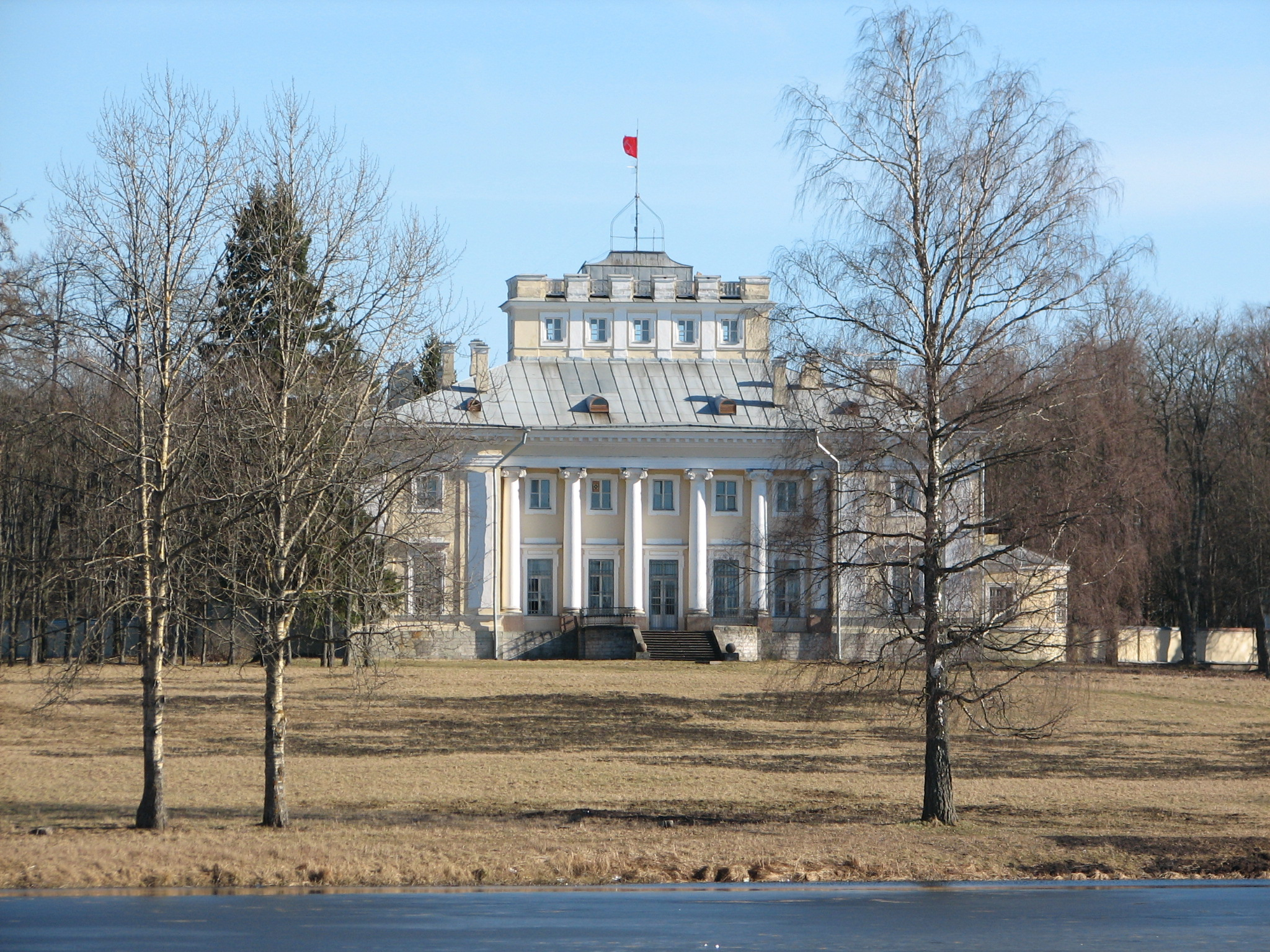
Усадебный дом П. Г. Демидова «Сиворицы»
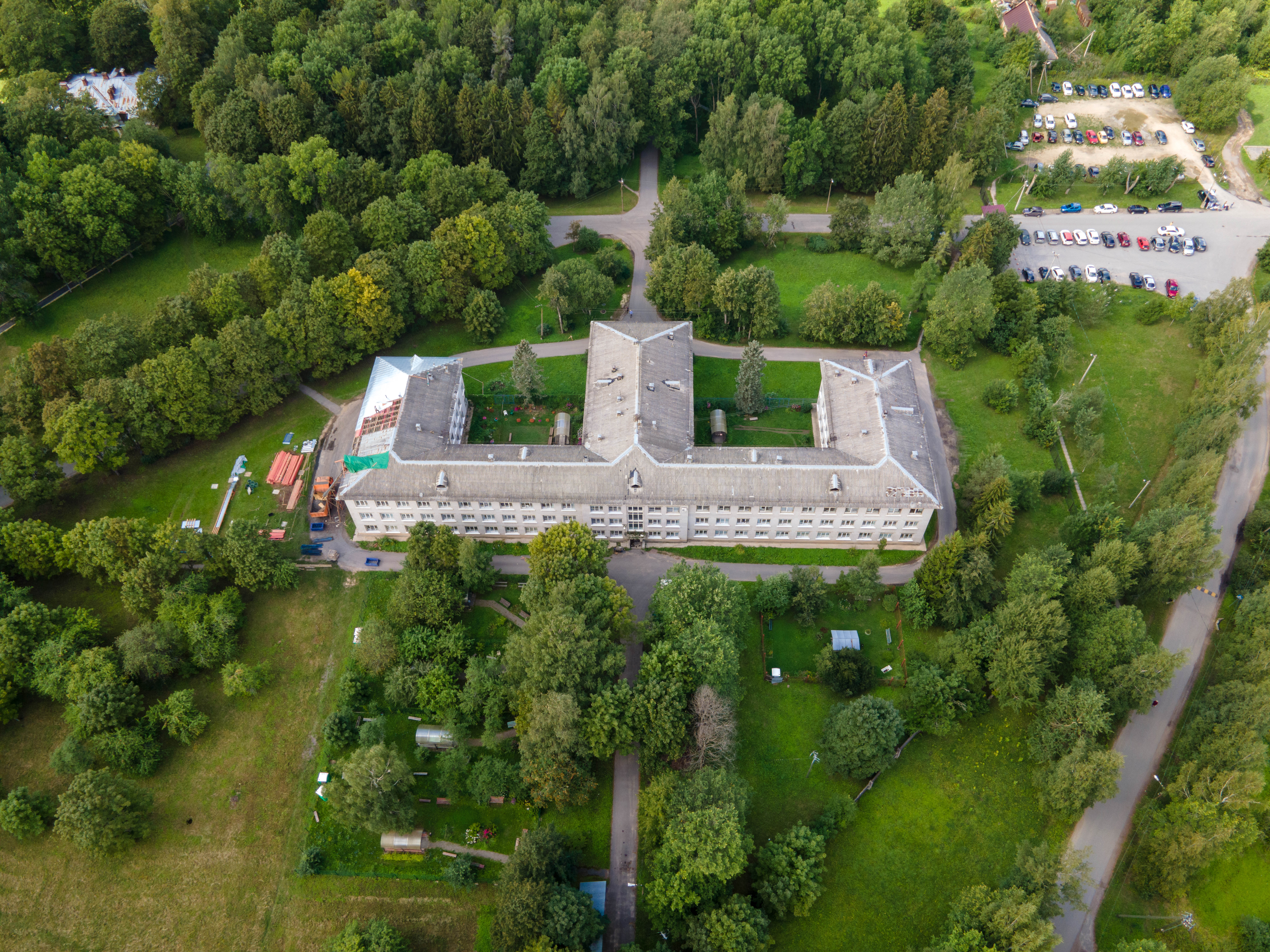
Психиатрическая больница имени П. П. Кащенко
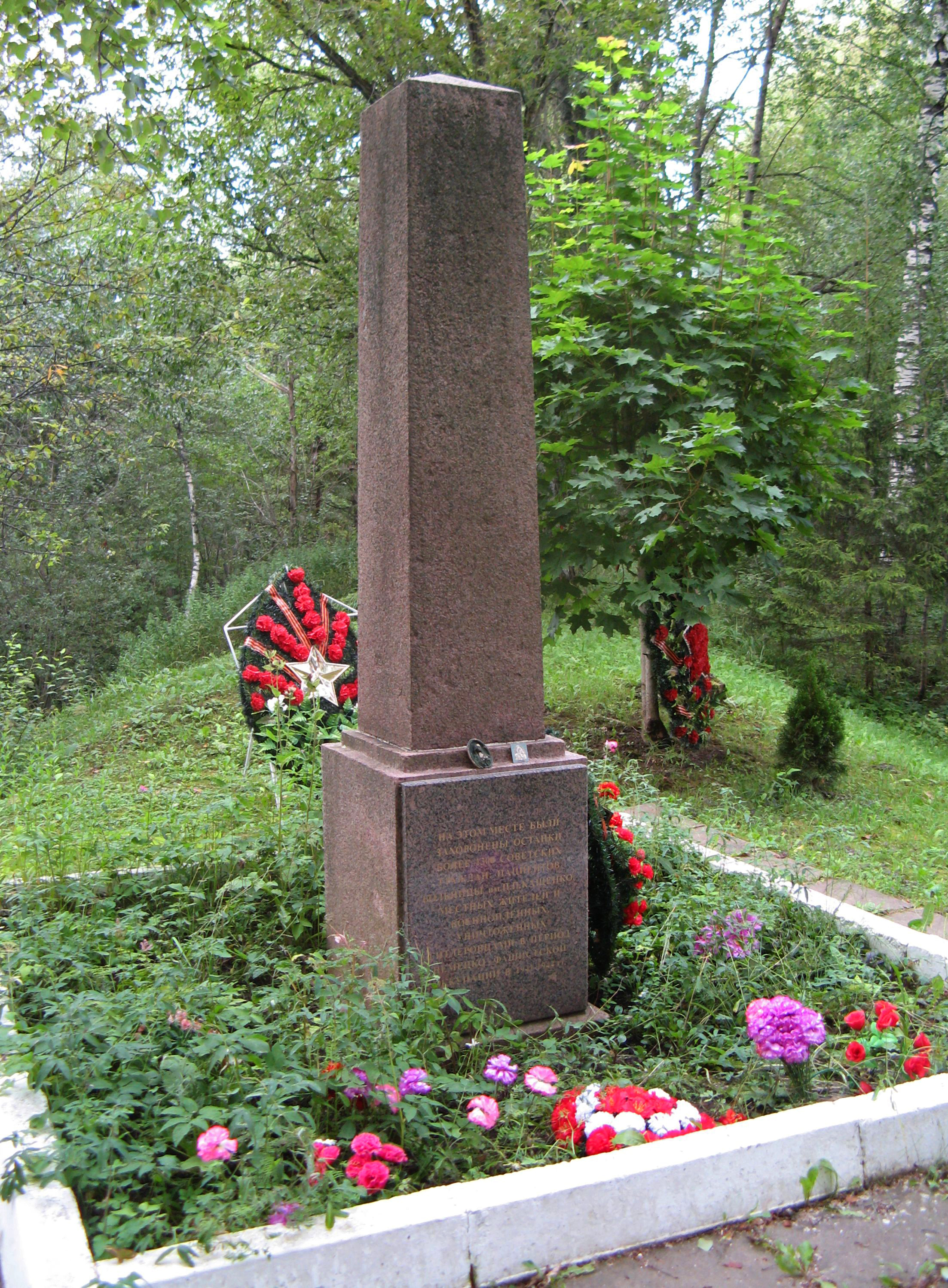
Памятник убитым пациентам

## Улицы
Киевский переулок, Киевское шоссе, Кооперативная, Лесная, Меньковская, Мира, Молодёжная, Набережная, Парковая, Садовая, Силиной, Тихий переулок, Шипунова.

## Садоводства
Киевское, Надежда, Никольское, Родник.